# Blender Foundation
Blender Foundation — некоммерческая организация, занимающаяся разработкой программного пакета трёхмерного моделирования с открытым исходным кодом под названием Blender.
Основателем фонда и главным разработчиком является Тон Розендаль.
Одним из достижений организации является выпуск короткометражных анимационных фильмов Elephants Dream (2006), Big Buck Bunny (2008), Sintel (2010) и Tears of Steel (2012).

## Цели фонда
- Дать доступ интернет-сообществу со всего мира к 3D технологии в целом, с Blender в качестве технической основы.
- Предоставить сервисы для активных пользователей и разработчиков Blender.
- Поддерживать и улучшать существующий продукт (Blender) посредством общедоступной системы работы с исходным кодом под лицензией GNU GPL.
- Организовать доходную систему или систему пожертвований, служащую целям фонда и покрывающую расходы на организацию работы фонда.

Помимо официального сайта, фонд также поддерживает различные ресурсы, направленные на поддержку сообщества, участвующего в разработке или использовании Blender. Фонд проводит ежегодную Blender-конференцию в Амстердаме, на которой обсуждаются вопросы, связанные с развитием программы, а также и с подготовкой к SIGGRAPH, крупнейшей мировой конференции, посвященной компьютерной графике в целом.

## Свободные проекты фонда
Фондом было создано несколько свободных проектов, включая несколько фильмов и бесплатных видеоигр с открытым исходным кодом. Эти проекты помогают «отработать и улучшить процесс разработки открытого и свободного 3D контента с использованием Blender».
18 мая 2006 года фонд выпустил свой первый фильм с открытыми исходниками под названием Elephants Dream.
10 апреля 2008 года фонд выпустил свой следующий фильм, получивший название Big Buck Bunny В ноябре того же года на основе фильма была выпущена первая свободная видео игра фонда, названная Yo Frankie!
Следующим проектом фонда стал короткометражный мультипликационный фильм Sintel, выпущенный в сентябре 2010 г.